# Cruuska palatset

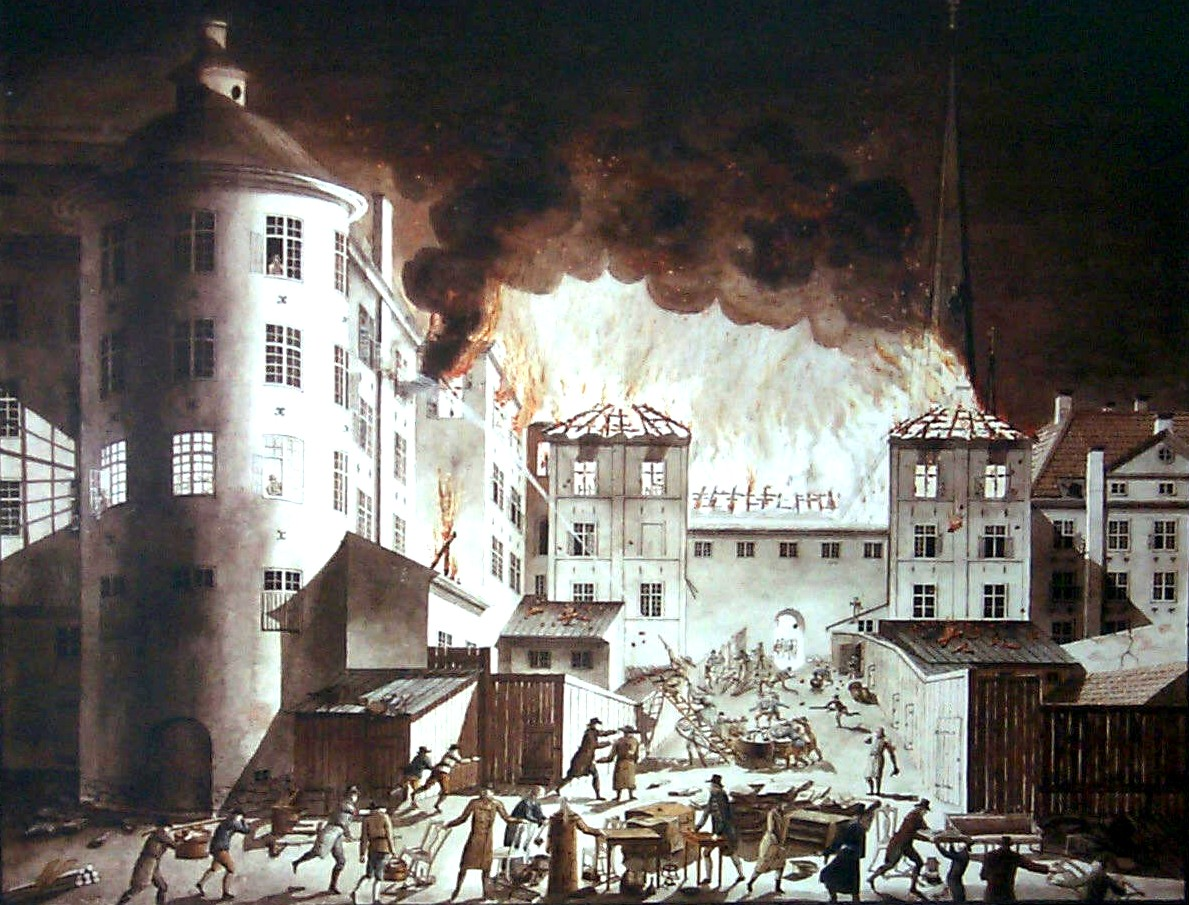
Cruuska palatset brinner 1802.

Cruuska palatset (även Cruusiska palatset eller huset) var en byggnad på Riddarholmen i Stockholm, uppförd av riksrådet Karl Bonde som fått tomten 1635 av drottning Kristinas förmyndarregering.
Bonde lät uppföra ett palats som i norr gränsade till Wrangelska palatset. Palatset gick i arv till fru Elsa Cruus och blev känt som Cruuska huset.
Kammarrätten flyttade 1756 in i huset som då tillhörde kronan. Huset förstördes i Riddarholmsbranden 1802 och ersattes med nuvarande Kammarrättens hus i nyklassicistisk stil, som är betydligt smalare för att ge plats åt Wrangelska backen som brandgata och passage ner till Riddarholmshamnen.